# Taeniocerus
Taeniocerus es un género de coleóptero de la familia Passalidae.

## Especies
Las especies de este género son:
- Taeniocerus bicanthatus
- Taeniocerus bicuspis
- Taeniocerus mourzinei
- Taeniocerus platypus
- Taeniocerus pygmaeus